# Calcio ai II Giochi olimpici giovanili estivi

## Torneo maschile
- Capo Verde
- Corea del Sud
- Honduras
- Islanda
- Perù
- Vanuatu

## Torneo femminile
- Cina
- Messico
- Namibia
- Papua Nuova Guinea
- Slovacchia
- Venezuela

## Podi

### Uomini
| Evento                     | Oro  | Argento       | Bronzo  |
| Calcio maschile (dettagli) | Perù | Corea del Sud | Islanda |

### Donne
| Evento                      | Oro  | Argento   | Bronzo  |
| Calcio femminile (dettagli) | Cina | Venezuela | Messico |